# 배우자 (노래)
배우자(영어:Let's learn,일본어:学まなぼう,마나보)는 조선민주주의인민공화국의 선전 노래이다.

## 개요
'배우자'는 안정호가 작곡한 선전곡으로 2012년 모란봉악단이 커버했다. 조선민주주의인민공화국 정부의 공식 홍보 사이트인 우리민족끼리에서 들을 수 있어 현재 인터넷상에서는 모란봉악단이 커버한 음원이 나돌고 있다.

## 같이 보기
- 모란봉악단